# Nazionale femminile di pallavolo della Polonia
La nazionale femminile di pallavolo della Polonia è una squadra europea composta dalle migliori giocatrici di pallavolo della Polonia ed è posta sotto l'egida della Federazione pallavolistica della Polonia.

## Rosa
Segue la rosa delle giocatrici convocate per la Volleyball Nations League 2025.
| N° | Nome                    | Ruolo | Data di nascita   | Squadra            |
| -- | ----------------------- | ----- | ----------------- | ------------------ |
| 1  | Aleksandra Gryka        | C     | 6 febbraio 2000   | BKS                |
| 3  | Magdalena Stysiak       | O     | 3 dicembre 2000   | Fenerbahçe         |
| 5  | Agnieszka Kąkolewska    | C     | 17 ottobre 1994   | Developres Rzeszów |
| 8  | Julita Piasecka         | S     | 25 settembre 2002 | BKS                |
| 11 | Martyna Łukasik         | S     | 26 novembre 1999  | Imoco              |
| 12 | Aleksandra Szczygłowska | L     | 22 marzo 1998     | Developres Rzeszów |
| 13 | Dominika Pierzchała     | C     | 11 marzo 2003     | Chemik Police      |
| 15 | Martyna Czyrniańska     | S     | 13 ottobre 2003   | Bahçelievler       |
| 16 | Sonia Stefanik          | C     | 8 ottobre 2002    | ŁKS                |
| 17 | Malwina Smarzek         | O     | 3 giugno 1996     | Pinerolo           |
| 18 | Justyna Łysiak          | L     | 20 gennaio 1999   | Budowlani Łódź     |
| 19 | Weronika Centka         | C     | 6 settembre 2000  | Developres Rzeszów |
| 21 | Alicja Grabka           | P     | 9 maggio 1998     | Budowlani Łódź     |
| 24 | Paulina Damaske         | S     | 1º giugno 2001    | Budowlani Łódź     |
| 26 | Katarzyna Wenerska      | P     | 9 marzo 1993      | Developres Rzeszów |
| 30 | Olivia Różański         | S     | 5 giugno 1997     | Beşiktaş           |
| 95 | Magdalena Jurczyk       | C     | 28 ottobre 1995   | Developres Rzeszów |

## Risultati

### Competizioni FIVB
| 1964 | 3º posto        | Convocazioni |
| 1968 | 3º posto        | Convocazioni |
| 1972 | non qualificata | -            |
| 1976 | non qualificata | -            |
| 1980 | non qualificata | -            |
| 1984 | non qualificata | -            |
| 1988 | non qualificata | -            |
| 1992 | non qualificata | -            |
| 1996 | non qualificata | -            |
| 2000 | non qualificata | -            |
| 2004 | non qualificata | -            |
| 2008 | 9º posto        | Convocazioni |
| 2012 | non qualificata | -            |
| 2016 | non qualificata | -            |
| 2020 | non qualificata | -            |
| 2024 | 6º posto        | Convocazioni |

| 1952 | 2º posto        | Convocazioni |
| 1956 | 3º posto        | Convocazioni |
| 1960 | 4º posto        | Convocazioni |
| 1962 | 3º posto        | Convocazioni |
| 1967 | non qualificata | -            |
| 1970 | 9º posto        | Convocazioni |
| 1974 | 9º posto        | Convocazioni |
| 1978 | 11º posto       | Convocazioni |
| 1982 | non qualificata | -            |
| 1986 | non qualificata | -            |
| 1990 | non qualificata | -            |
| 1994 | non qualificata | -            |
| 1998 | non qualificata | -            |
| 2002 | 13º posto       | Convocazioni |
| 2006 | 15º posto       | Convocazioni |
| 2010 | 9º posto        | Convocazioni |
| 2014 | non qualificata | -            |
| 2018 | non qualificata | -            |
| 2022 | 7º posto        | Convocazioni |

| 2018 | 9º posto  | Convocazioni |
| 2019 | 6º posto  | Convocazioni |
| 2021 | 11º posto | Convocazioni |
| 2022 | 13º posto | Convocazioni |
| 2023 | 3º posto  | Convocazioni |
| 2024 | 3º posto  | Convocazioni |
| 2025 | 3º posto  | Convocazioni |

| 1973 | non qualificata | -            |
| 1977 | non qualificata | -            |
| 1981 | non qualificata | -            |
| 1985 | non qualificata | -            |
| 1989 | non qualificata | -            |
| 1991 | non qualificata | -            |
| 1995 | non qualificata | -            |
| 1999 | non qualificata | -            |
| 2003 | 8º posto        | Convocazioni |
| 2007 | 6º posto        | Convocazioni |
| 2011 | non qualificata | -            |
| 2015 | non qualificata | -            |
| 2019 | non qualificata | -            |
| 2023 | non qualificata | -            |

### Competizioni CEV
| 1949 | 3º posto        | Convocazioni |
| 1950 | 2º posto        | Convocazioni |
| 1951 | 2º posto        | Convocazioni |
| 1955 | 3º posto        | Convocazioni |
| 1958 | 3º posto        | Convocazioni |
| 1963 | 2º posto        | Convocazioni |
| 1967 | 2º posto        | Convocazioni |
| 1971 | 3º posto        | Convocazioni |
| 1975 | 6º posto        | Convocazioni |
| 1977 | 4º posto        | Convocazioni |
| 1979 | 8º posto        | Convocazioni |
| 1981 | 5º posto        | Convocazioni |
| 1983 | 9º posto        | Convocazioni |
| 1985 | 7º posto        | Convocazioni |
| 1987 | 11º posto       | Convocazioni |
| 1989 | 9º posto        | Convocazioni |
| 1991 | 10º posto       | Convocazioni |
| 1993 | non qualificata | -            |
| 1995 | 9º posto        | Convocazioni |
| 1997 | 8º posto        | Convocazioni |
| 1999 | 6º posto        | Convocazioni |
| 2001 | 6º posto        | Convocazioni |
| 2003 | 1º posto        | Convocazioni |
| 2005 | 1º posto        | Convocazioni |
| 2007 | 4º posto        | Convocazioni |
| 2009 | 3º posto        | Convocazioni |
| 2011 | 5º posto        | Convocazioni |
| 2013 | 11º posto       | Convocazioni |
| 2015 | 8º posto        | Convocazioni |
| 2017 | 10º posto       | Convocazioni |
| 2019 | 4º posto        | Convocazioni |
| 2021 | 5º posto        | Convocazioni |
| 2023 | 5º posto        | Convocazioni |

| 2009 | non qualificata | -            |
| 2010 | non qualificata | -            |
| 2011 | non qualificata | -            |
| 2012 | non qualificata | -            |
| 2013 | non qualificata | -            |
| 2014 | 3º posto        | Convocazioni |
| 2015 | 5º posto        | Convocazioni |
| 2016 | 5º posto        | Convocazioni |
| 2017 | non qualificata | -            |
| 2018 | non qualificata | -            |
| 2019 | non qualificata | -            |
| 2021 | non qualificata | -            |
| 2022 | non qualificata | -            |
| 2023 | non qualificata | -            |
| 2024 | non qualificata | -            |

### Competizioni zonali
| 2015 | 2º posto | Convocazioni |

### Competizioni estinte
| 1993 | non qualificata | -            |
| 1994 | non qualificata | -            |
| 1995 | non qualificata | -            |
| 1996 | non qualificata | -            |
| 1997 | non qualificata | -            |
| 1998 | non qualificata | -            |
| 1999 | non qualificata | -            |
| 2000 | non qualificata | -            |
| 2001 | non qualificata | -            |
| 2002 | non qualificata | -            |
| 2003 | non qualificata | -            |
| 2004 | 8º posto        | Convocazioni |
| 2005 | 7º posto        | Convocazioni |
| 2006 | 12º posto       | Convocazioni |
| 2007 | 6º posto        | Convocazioni |
| 2008 | 10º posto       | Convocazioni |
| 2009 | 7º posto        | Convocazioni |
| 2010 | 6º posto        | Convocazioni |
| 2011 | 10º posto       | Convocazioni |
| 2012 | 8º posto        | Convocazioni |
| 2013 | 15º posto       | Convocazioni |
| 2014 | 16º posto       | Convocazioni |
| 2015 | 14º posto       | Convocazioni |
| 2016 | 14º posto       | Convocazioni |
| 2017 | 13º posto       | Convocazioni |

| 1993 | non qualificata | -            |
| 1997 | non qualificata | -            |
| 2001 | non qualificata | -            |
| 2005 | 4º posto        | Convocazioni |
| 2009 | non qualificata | -            |
| 2013 | non qualificata | -            |
| 2017 | non qualificata | -            |

| 1988 | ?               | -            |
| 1989 | ?               | -            |
| 1990 | ?               | -            |
| 1991 | non qualificata | -            |
| 1992 | non qualificata | -            |
| 1993 | non qualificata | -            |
| 1994 | non qualificata | -            |
| 1995 | non qualificata | -            |
| 1996 | non qualificata | -            |
| 1998 | non qualificata | -            |
| 1999 | non qualificata | -            |
| 2000 | non qualificata | -            |
| 2001 | non qualificata | -            |
| 2002 | non qualificata | -            |
| 2003 | non qualificata | -            |
| 2004 | 7º posto        | Convocazioni |
| 2005 | 6º posto        | Convocazioni |
| 2006 | 7º posto        | Convocazioni |
| 2007 | 7º posto        | Convocazioni |
| 2008 | non qualificata | -            |
| 2009 | 5º posto        | Convocazioni |
| 2010 | 5º posto        | Convocazioni |
| 2011 | non qualificata | -            |
| 2013 | non qualificata | -            |
| 2014 | non qualificata | -            |
| 2015 | non qualificata | -            |
| 2017 | 5º posto        | Convocazioni |
| 2018 | 7º posto        | Convocazioni |
| 2019 | 1º posto        | Convocazioni |

| 2009 | 1º posto        | Convocazioni |
| 2010 | non qualificata | -            |

| 2004 | 3º posto        | Convocazioni |
| 2005 | non qualificata | -            |
| 2006 | non qualificata | -            |
| 2008 | non qualificata | -            |